# Petr Fifka
Petr Fifka (* 27. ledna 1967) je český politik, farmaceut a manažer, od října 2021 poslanec Poslanecké sněmovny PČR, v letech 2014 až 2022 zastupitel hlavního města Prahy, v letech 2002 až 2006 a opět v letech 2010 až 2014 zastupitel městské části Praha 4, člen ODS.

## Život
Vystudoval Farmaceutickou fakultu Univerzity Karlovy v Hradci Králové (získal titul PharmDr.). Poté studoval management na Open University. Od roku 1992 pracuje na odborných a manažerských pozicích v mezinárodním farmaceutickém průmyslu.
Petr Fifka žije v Praze, konkrétně v části Praha 4. Je ženatý a má tři děti.

## Politické působení
V roce 2000 se stal členem ODS. V komunálních volbách v roce 2002 byl za ODS zvolen zastupitelem městské části Praha 4. Ve volbách v roce 2006 nekandidoval. Znovu byl zvolen ve volbách v roce 2010. Ve volbách v roce 2014 se již o mandát zastupitele městské části neucházel.
V komunálních volbách v roce 2014 byl za ODS zvolen zastupitelem hlavního města Prahy. Ve volbách v roce 2018 mandát zastupitele hlavního města obhájil. Ve volbách v roce 2022 již nekandidoval.
Ve volbách do Poslanecké sněmovny PČR v roce 2013 kandidoval z 30. místa za ODS v Praze, ale neuspěl. Ve volbách do Poslanecké sněmovny PČR v roce 2021 kandidoval z pozice člena ODS na 10. místě kandidátky koalice SPOLU (tj. ODS, KDU-ČSL a TOP 09) v Praze. Získal 4 616 preferenčních hlasů a stal se poslancem.
Ve sněmovních volbách v roce 2025 kandiduje z 9. místa kandidátní listiny koalice SPOLU v Praze.